# Guerino di Turgovia
Guerino, Guerin, Warin in francese, Guerí in catalano e Guarnarius o Werisius in latino (... – 20 maggio 774), è stato un nobile franco che ha lasciato molte tracce nella storia della Germania nella metà dell'VIII secolo.

## Origine
Guerino era sposato con Adelinde, entrambi sono i fondatori dell'abbazia di Buchau 770. Adelinde viene specificato come figlia di Ildeprando duca di Spoleto. Secondo il cronista Ekkehard IV, la nobile discendenza della casata alla famiglia dei Welfen, denominati anche Guelfi, viene fatta risalire ai vecchi Guelfi, che ebbero come capostipite Ruthard († prima del 31 agosto 790), nominato dal sovrano carolingio, assieme al pari dignitario conte Warin o Guerino in qualità di administratores Alamanniae. Fu nonno di Guerino di Provenza.

## Biografia
Dopo la strage di Canstatt da parte del maestro di palazzo franco Carlomanno nel 746, quel che rimaneva dell'autonomia alemanna finì sotto la crescente pressione degli interessi franco-carolingi e furono sempre più spinti indietro. appartenente all'ambito alemanno, di venir coinvolto nella controversia. 
Così nel 747, sotto le pressioni di Pipino il Breve, fu introdotta da Otmar anche nel monastero di San Gallo la regola benedettina. Poiché Otmar si adeguò, il monastero fu in risposta ricompensato con donazioni di terre.
Guerino dopo l'annessione del ducato Alemanno da parte Carolingi e la sanguinosa strage di Cannstatt (746), Guerino, con il conte Ruthard, organizzarono la creazione della contea sotto il dominio franco. Fu attivo principalmente a sud del lago di Costanza, mentre Ruthard a lavorato a nord dello stesso.
Lo stesso capitò anche al monastero di San Gallo ed all'abate Otmar: nonostante le tensioni fra i carolingi e gli Alemanni, il monastero visse sotto Otmar una prima fioritura. All'interno si sviluppò molto la vita spirituale dei monaci e verso l'esterno ci si dedicò molto al compito di curare i poveri e gli ammalati. Otmar organizzò la infrastruttura adatta a ciascuno: così fece costruire un ricovero per i poveri, un nosocomio per malati incurabili e un lebbrosario che è la più antica struttura nella storia della medicina svizzera. Otmar si dedicò inoltre personalmente all'applicazione dei suoi progetti come alla cura degli ammalati.
Probabilmente da queste opere di carità risultava una rilevante affinità con il popolo alemanno. Ciò, unitamente all'autonomia del monastero, suscitò nei franchi Guerino o Warin e Ruthard, conti nominati nel corso delle controversie fra franchi ed alemanni, un crescente malcontento, che si manifestò in alcune liti sul possesso di terre vicine. A questo proposito sorsero tensioni a causa delle rivendicazioni da parte del vescovo di Costanza Sidonio, che voleva porre il monastero sotto il controllo della sua diocesi: egli riuscì a trarre dalla sua parte Guerino e Ruthard grazie alla cessione di diverse terre. Questi conflitti si conclusero nel 759 con una congiura ordita dal monaco infedele Lamperto che portò alla reclusione di Otmar. Egli fu portato con false accuse di adulterio e reati a sfondo sessuale dinnanzi ad un tribunale ordinario e condannato a morire di fame, esposto sulla piazza reale. La pena fu poi mitigata e quindi Otmar fu trasferito sotto custodia nell'isola Werd, sul lago di Costanza, ove nel novembre del medesimo anno morì.
Il re Corrado I di Franconia visitò nel dicembre del 911 il monastero di San Gallo e la tomba di Otmar lo definisce "Figlio dell'inferno".
Suo figlio Isanbard assunse la direzione dell'ufficio come conte nel Thurgau, cercò un'intesa con l'abbazia di San Gallo.
Guerino morì il 20 maggio 774.

## Famiglia e figli
Guerino di Poitou, conte di Parigi, nipote di San Basino di Treviri membro della famiglia Guideschi. Parente di Milone di Treviri, figlio di Liutvino di Treviri e nipote di Guerino di Poitou.
Guerino sposò Adelinde, figlia di Ildeprando duca di Spoleto, da cui ebbe due figli:
- Swabo;
- Isanbard (?750-806) conte di Turgovia ⚭ (1) Ermentrude di Svevia[15] ⚭ (2) Thiedrada (Thietrate)[15][16], di origine carolingia:
  - (I) Erchemnar di Turgovia (?758);
  - (I) Guerino di Provenza (?777–853)[15];
  - (II) Edvige di Baviera (833)[24] ⚭ sposò Guelfo I, capostipite del casato dei Guelfi[25][26].

Guelfo da Edvige ebbe quattro figli:
- Corrado[27], († 862/6), conte di Parigi, poi conte di Auxerre, è considerato il primo conte di Borgogna Transgiurana;
  - diversi figli
- Rodolfo[25], († 866), conte di Ponthieu e conte di Sens;
  - diversi figli
- Emma (808-876), che sposò nell'827 Ludovico II il Germanico, re dei Franchi Orientali;
  - diversi figli
- Giuditta[25],(800[28]/805[29]-843) sposata con l'imperatore Ludovico il Pio[26], dalla quale ebbe due (forse tre) figli:
  - Gisella (820-876);
  - Carlo II (detto il Calvo) (823-877), re dei Franchi, re d'Italia ed imperatore.

### Letteratura
- Wolfgang Hartung: Die Herkunft der Welfen aus Alamannien. S. 23–55 (Digitalisat, PDF)
- Ekkehard IV. (St. Gallen): St. Galler Klostergeschichten (= Ausgewählte Quellen zur Deutschen Geschichte des Mittelalters. Bd. 10). Übersetzt von Hans F. Haefele. 5., bibliographisch aktualisierte und um einen Nachtrag erweiterte Auflage. Mit einem Nachtrag von Steffen Patzold. Wissenschaftliche Buchgesellschaft, Darmstadt 2013, ISBN 978-3-534-26033-1.
- Hans Jänichen: Warin, Ruthard und Scrot. Besitzgeschichtliche Betrachtungen zur Frühgeschichte des Stiftes Buchau. In: Zeitschrift für Württembergische Landesgeschichte. Bd. 14, 1955, S. 372–384.
- Josef Fleckenstein: Über die Herkunft der Welfen und ihre Anfänge in Süddeutschland. In: Gerd Tellenbach (Hrsg.): Studien und Vorarbeiten zur Geschichte des Großfränkischen und frühdeutschen Adels (= Forschungen zur Oberrheinischen Landesgeschichte. Bd. 4, ISSN 0532-2197 (WC · ACNP)). Albert, Freiburg (Breisgau) 1957, S. 71–136.
- Michael Borgolte: Die Grafen Alemanniens in merowingischer und karolingischer Zeit. Eine Prosopographie (= Archäologie und Geschichte. Bd. 2). Thorbecke, Sigmaringen 1986, ISBN 3-7995-7351-8 (Zugleich: Freiburg (Breisgau), Universität, Habilitations-Schrift, 1981/1982).
- Rudolf Schieffer: Die Karolinger (= Kohlhammer-Urban-Taschenbücher. 411). Kohlhammer, Stuttgart u. a. 1992, ISBN 3-17-010759-3.
- Andreas Thiele (Historiker): Erzählende genealogische Stammtafeln zur europäischen Geschichte. Band 1: Deutsche Kaiser-, Königs-, Herzogs- und Grafenhäuser. Teilband 1. 2., überarbeitete und erweiterte Auflage. R. G. Fischer, Frankfurt am Main 1993, ISBN 3-89406-965-1, Tafel 27.
- Alois Niederstätter, Welfische Spuren südlich des Bodensees und in Rätien. In: Karl-Ludwig Ay, Joachim Jahn, Lorenz Maier(Hrsg.): Die Welfen. Landesgeschichtliche Aspekte ihrer Herrschaft (= Forum Suevicum. Beiträge zur Geschichte Ostschwabens und der benachbarten Regionen. Bd. 2). UVK – Universitätsverlag Konstanz, Konstanz 1998, ISBN 3-87940-598-0, S. 97–115.